# مترويد برايم: فدرايشن فورس
مترويد برايم: فدرايشن فورس (بالإنجليزية: Metroid Prime: Federation Force)‏ هي لعبة فيديو من نوع تصويب منظور الشخص الأول، صدرت حصرياً على نظام نينتندو 3دي إس في أغسطس 2016، وهي من تطوير ستوديو نكست ليفل غيمز الكندية، ومن نشر شركة نينتندو.